# ناحیه کوین
ناحیه کوین (به لاتین: Kween District) یک منطقهٔ مسکونی در اوگاندا است که در استان شرقی، اوگاندا واقع شده‌است. ناحیه کوین ۱۰۳٬۳۰۰ نفر جمعیت دارد.